# كتاب مسموع

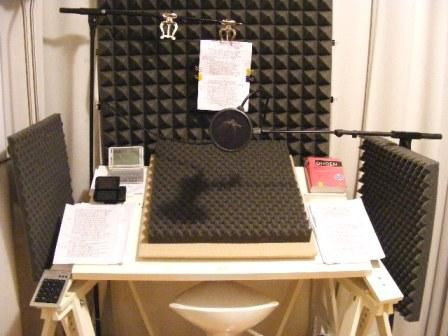
استديو تسجيل صوتي مخصص لإنتاج الكتب المقروءة

الكتاب المسموع أو الصوتي هو تسجيل لنص يتم قراءته. وليس بالضرورة ان يكون إصدار الكتاب الصوتي تماما مثل الكتاب أو المجلة.

## التاريخ
كان الكتاب الصوتي أو المنطوق المتاحة في المدارس والمكتبات العامة وإلى حد أقل في محلات الموسيقى منذ ثلاثينات القرن العشرين. وأدلى العديد من الألبومات الكلمة المنطوقة قبل سن أشرطة الفيديو وأقراص الفيديو الرقمية والأقراص المدمجة، وصوت للتحميل، وغالبا إلا من المسرحيات بدلا من الكتب. لم يكن حتى الثمانينيات من العشرين أن بدأ المتوسطة لجذب تجار التجزئة للكتب، ثم تجار التجزئة التي تعرض الكتاب على أرفف الكتب وليس في شاشات منفصلة.

## مميزاته
- مفيد خصوصا لذوي الاحتياجات الخاصة (كالمصابين باضطرابات النظر)
- الوصول إلى آذان المنشغلين عن القراءة كسائقي السيارات والذاهبين إلى أشغالهم.
- كما أنّ الاستماع إلى المعلومة يتيح استنباطها بشكل مختلف عن القراءة.

## اقرأ أيضًا
- تصنيع صوتي
- ليبري فوكس
- ويكي الكتب
- مسموع
- جوائز الاودي جوائز للكتب المسموعة
- تبادل إنشاء الكتب المسموعة خدمة لانشاء الكتب المسموعة
- أوديبل (متجر) متجر لبيع الكتب المسموعة